# 나카칸바야시촌
나카칸바야시촌(일본어: 中上林村)은 일본 교토부 이카루가군에 설치되었던 촌이다.